# 24-Stunden-Rennen auf dem Nürburgring 2013
Das 24-Stunden-Rennen auf dem Nürburgring 2013 (Eigenschreibweise: 41. ADAC Zurich 24h Rennen) war die 41. Auflage des 24-Stunden-Rennens auf dem Nürburgring und fand vom 17. bis 20. Mai 2013 statt.
Wegen Regen und Nebel musste das Rennen für 9:33 Stunden unterbrochen werden. Sieger des Rennens wurden Bernd Schneider, Jeroen Bleekemolen, Sean Edwards und Nicki Thiim auf einem Mercedes-Benz SLS AMG GT3 des Teams Black Falcon mit 88 zurückgelegten Runden.

## Hintergrund
Das Rennen fand erstmals an Pfingsten statt und wurde nicht am Samstag, sondern am Sonntag um 17 Uhr gestartet; Schluss war am Montag zur gleichen Uhrzeit.
Die DTM absolvierte parallel zum 24-Stunden-Rennen ein Rennen im britischen Brands Hatch, sodass die DTM-Piloten erst im Laufe des Rennens in das Geschehen eingreifen konnten, Gleiches galt für die WTCC-Fahrer, die ein Rennen auf dem Salzburgring fuhren. Die BMW-Fahrer Augusto Farfus und Martin Tomczyk sowie Audi-Pilot Mike Rockenfeller reisten während des Rennens aus Brands Hatch an, Vorjahressieger Marc Basseng aus Salzburg. Farfus kam jedoch gar nicht zum Einsatz, da sein Fahrzeug, der BMW Z4 GT3 mit der Startnummer 19, zum Zeitpunkt seiner Ankunft am Nürburgring bereits ausgeschieden war.
Neu im Reglement verankert waren sogenannte Code-60-Zonen, in denen doppelt Gelbe Flaggen geschwenkt wurden und ein Tempolimit von 60 km/h galt. Mithilfe von GPS wurde die Einhaltung der Tempolimits in Code-60-Zonen überwacht.

### Balance of Performance
Die Balance of Performance (deutsch Gleichgewicht der Leistung) dient der Herstellung von Chancengleichheit zwischen den verschiedenen GT-Fahrzeugen. Von Seiten des DMSB können mehrere Parameter für das 24-Stunden-Rennen auf dem Nürburgring angepasst werden. Hierzu zählen für GT4-Fahrzeuge das Mindestgewicht, der Tankinhalt sowie im Vorfeld des Rennens die maximale Leistung auf einem Rollenprüfstand. Für GT3-Fahrzeuge kommen noch der Durchmesser des Luftmengenbegrenzers, die Leistung auf einem Motorprüfstand und bei Fahrzeugen mit aufgeladenen Motoren der maximale Ladedruck hinzu.
Für das 24-Stunden-Rennen auf dem Nürburgring 2013 wurden die Fahrzeuge in den Klassen SP 9 (GT3-Fahrzeuge) und SP 10 (GT4-Fahrzeuge) wie folgt eingestuft:
| Klasse SP 10  | Klasse SP 10     | Klasse SP 10         | Klasse SP 10        | Klasse SP 10        | Klasse SP 10                    | Klasse SP 10                     | Klasse SP 10        |
| Hersteller    | Modell           | Mindestgewicht in kg | Tankinhalt in Liter | Luftmengenbegrenzer | max. Leistung (Motor-Prüfstand) | max. Leistung (Rollen-Prüfstand) | Sonstiges           |
| ------------- | ---------------- | -------------------- | ------------------- | ------------------- | ------------------------------- | -------------------------------- | ------------------- |
| Aston Martin  | V8 Vantage N24   | 1350                 | 100                 | –                   | –                               | 420 PS                           | –                   |
| Aston Martin  | GT4 2012 4.7     | 1375                 | 100                 | –                   | –                               | 455 PS                           | –                   |
| Aston Martin  | GT4 2012 4.7 EVO | 1400                 | 100                 | –                   | –                               | 455 PS                           | –                   |
| BMW           | M3 GT4           | 1395                 | 100                 | –                   | –                               | 435 PS                           | –                   |
| Porsche       | 997 CUP GT4      | 1330                 | 85                  | –                   | –                               | 405 PS                           | –                   |
| Lotus         | Evora GT 4       | 1280                 | 90                  | –                   | –                               | 400 PS                           | –                   |
| Ginetta       | G50 GT4 2011 3.5 | 1060                 | 85                  | –                   | –                               | 320 PS                           | –                   |
| Ginetta       | G50 GT4 2012 3.7 | 1100                 | 88                  | –                   | –                               | 330 PS                           | –                   |
| Klasse SP 9   |                  |                      |                     |                     |                                 |                                  |                     |
| Hersteller    | Modell           | Mindestgewicht in kg | Tankinhalt in Liter | Luftmengenbegrenzer | max. Leistung (Motor-Prüfstand) | max. Leistung (Rollen-Prüfstand) | Sonstiges           |
| Audi          | R8 LMS ultra     | 1325 / 1335 1        | 120                 | 2 × 43,5 mm         | 538 PS                          | 559 PS                           | –                   |
| Aston Martin  | V12 Vantage GT3  | 1325 / 1335 1        | 125                 | 2 × 35,0 mm         | 530 PS                          | 551 PS                           | –                   |
| BMW           | Z4 GT3           | 1300                 | 110 / 115 2         | 1 × 70,0 mm         | 500 PS                          | 520 PS                           | –                   |
| Ford          | GT               | 1275                 | 110                 | 1 × 54,5 mm         | 523 PS                          | 544 PS                           | –                   |
| McLaren       | MP4-12C          | 1325                 | 125                 | 2 × 35,0 mm         | 532 PS                          | 553 PS                           | Ladedruckbegrenzung |
| Mercedes-Benz | SLS AMG GT3      | 1325                 | 120 / 123 2         | 2 × 34,8 mm         | 525 PS                          | 546 PS                           | –                   |
| Nissan        | GT-R             | 1335                 | 125                 | 2 × 40,0 mm         | 530 PS                          | 551 PS                           | Ladedruckbegrenzung |
| Porsche       | GT3R             | 1300 / 1290 3        | 110                 | 1 × 50,0 mm         | 504 PS                          | 525 PS                           | –                   |
| Porsche       | GT3 Cup S        | 1250                 | 100                 | 1 × 72,3 mm         | –                               | –                                | –                   |
| Porsche       | GT3 Cup          | 1150                 | 90                  | –                   | –                               | –                                | –                   |

Zusätzlich wurden für Fahrzeuge der Klassen SP 6, SP 7, SP 8, SP 8T, SP 9, E1-XP1 und E1-XP2 Mindestboxenzeiten festgelegt, da die Teams im Vorjahr versucht hatten, die Tankrestriktoren, die das Benzin nur mit einer festgelegten Geschwindigkeit in die Tanks füllen ließen, zu umgehen. Die Mindestboxenzeiten vergrößerten sich mit zunehmender Anzahl der gefahrenen Runden des Rennabschnitts, welcher mit dem Start des Rennens beziehungsweise des letzten Verlassens der Boxengasse begonnen und mit der Einfahrt in die Boxengasse beendet wurde. Die Mindestboxenzeiten wurden zwischen der Boxeneinfahrtslinie und der Boxenausfahrtslinie gemessen. Für die letzten 90 Minuten des Rennens wurde diese Regel außer Kraft gesetzt, um ein kurzes Anhalten zum Nachtanken (Splash and Dash) zu ermöglichen.
|                  | Mindestboxenzeiten in s          | Mindestboxenzeiten in s         |
| Gefahrene Runden | für 1. Boxenstopp nach Rennstart | ab 2. Boxenstopp nach Rennstart |
| ---------------- | -------------------------------- | ------------------------------- |
| 1                | 57                               | 49                              |
| 2                | 74                               | 66                              |
| 3                | 91                               | 83                              |
| 4                | 108                              | 100                             |
| 5                | 125                              | 117                             |
| 6                | 142                              | 134                             |
| 7                | 159                              | 151                             |
| 8                | 176                              | 168                             |
| 9                | 193                              | 185                             |
| 10               | 211                              | 203                             |
| 11               | 228                              | 220                             |

## Fahrzeugklassen
Das 24-Stunden-Rennen war für folgende Fahrzeugklassen ausgeschrieben:
| Klasse                | Fahrzeugart, Hubraum                                          |
| 24h-Spezial und E1-XP | 24h-Spezial und E1-XP                                         |
| --------------------- | ------------------------------------------------------------- |
| SP 2T                 | über 1350 cm³, bis 1600 cm³, mit Turbolader                   |
| SP 3                  | über 1750 cm³, bis 2000 cm³                                   |
| SP 3T                 | über 1600 cm³, bis 2000 cm³, mit Turbolader                   |
| SP 4 1                | über 2000 cm³, bis 2500 cm³                                   |
| SP 4T                 | über 2000 cm³, bis 2600 cm³, mit Turbolader                   |
| SP 5 1                | über 2500 cm³, bis 3000 cm³                                   |
| SP 6                  | über 3000 cm³, bis 3500 cm³                                   |
| SP 7                  | über 3500 cm³, bis 4000 cm³                                   |
| SP 8                  | über 4000 cm³, bis 6250 cm³                                   |
| SP 8T                 | über 2500 cm³, bis 4000 cm³, mit Turbolader                   |
| SP 9                  | GT3-Fahrzeuge                                                 |
| SP 10                 | GT4-Fahrzeuge                                                 |
| D1T 2                 | Dieselfahrzeuge, über 1750 cm³, bis 2000 cm³                  |
| D2T                   | Dieselfahrzeuge, über 2000 cm³, bis 2500 cm³                  |
| D3T 2                 | Dieselfahrzeuge, über 2500 cm³, bis 3000 cm³                  |
| D4T                   | Dieselfahrzeuge, über 3000 cm³, bis 6250 cm³                  |
| AT                    | Gas- und Biodieselfahrzeuge                                   |
| E1-XP1                | Sonderfahrzeuge, über 1750 cm³, bis 3000 cm³                  |
| E1-XP2                | Sonderfahrzeuge, über 3000 cm³, bis 6250 cm³                  |
| E1-XP Hybrid          | Sonderfahrzeuge, Hybridantrieb, über 1.750 cm³, bis 6.250 cm³ |
| VLN-Serienwagen       |                                                               |
| V 2                   | über 1750 cm³, bis 1800 cm³                                   |
| V 3                   | über 1800 cm³, bis 2000 cm³                                   |
| V 4                   | über 2000 cm³, bis 2500 cm³                                   |
| V 5                   | über 2500 cm³, bis 3000 cm³                                   |
| V 6                   | über 3000 cm³, bis 3500 cm³                                   |
| Gruppe N-Fahrzeuge    |                                                               |
| N 2                   | Gruppe N, über 1750 cm³, bis 2000 cm³                         |
| N 3                   | Gruppe N, über 2000 cm³, bis 2500 cm³                         |
| N 4                   | Gruppe N, über 2500 cm³, bis 3000 cm³                         |
| N 5                   | Gruppe N, über 3000 cm³, bis 6250 cm³                         |
| Cup-Fahrzeuge         |                                                               |
| Cup 1                 | Opel-Astra-OPC-Cup-Fahrzeuge                                  |

## Freies Training
Das freie Training sollte am Freitag um 14:25 Uhr stattfinden und 90 Minuten dauern. Infolge dichten Nebels musste das Training jedoch um 30 Minuten verschoben und auf 60 Minuten verkürzt werden.
Schnellster war der Mercedes-Benz SLS AMG GT3 mit der Startnummer 23 von Rowe Racing mit einer Rundenzeit von 10:18,667 Minuten, gefolgt vom Audi R8 LMS ultra mit der Startnummer 29 und dem Porsche 997 GT3 R von FALKEN Motorsports. Insgesamt erzielten nur 133 Fahrzeuge eine gezeitete Runde.

## Qualifikationstraining
Die Qualifyings wurden am Freitag um 19:35 Uhr und am Samstag um 11:20 Uhr gestartet. Während das erste Training knapp vier Stunden dauern sollte, war das samstägliche Training auf eine Dauer von zwei Stunden angesetzt.
Das erste Qualifikationstraining fand bei Nässe statt, gegen Ende des Trainings begann die Strecke jedoch abzutrocknen. Schnellster war mit einer Rundenzeit von 8:39,989 Minuten die Startnummer 10, der Mercedes-Benz SLS AMG GT3 vom Team Black Falcon, 1,178 Sekunden vor dem Nissan GT-R von Schulze Motorsport mit der Startnummer 123. Dahinter folgte bereits mit mehr als 11 Sekunden Rückstand der Audi R8 LMS ultra vom Team Mamerow mit der Startnummer 2.
Beim zweiten Qualifying war die Strecke trocken, daher konnten die Fahrer ihre Rundenzeiten aus dem ersten Training deutlich verbessern. Auch hier war der Wagen mit der Startnummer 10 mit einer Rundenzeit von 8:23,181 Minuten der Schnellste, gefolgt von drei Audi R8 LMS ultra mit den Startnummern 29, 4 und 2 sowie einem weiteren Mercedes-Benz von Rowe Racing. Die Rückstand des Fünftplatzierten betrug hierbei weniger als 2 Sekunden.
Das Training musste eine Minute vor Ablauf der Zeit abgebrochen werden, da der Toyota GT86 des Teams Gazoo Racing im Bereich Breidscheid von der Fahrbahn abgekommen und in die Leitplanken geprallt war.

### Top-40-Qualifying
Das im Vorjahr eingeführte Top-40-Qualifying wurde am Samstag um 17:50 Uhr gestartet.
Teilnahmeberechtigt zum Top-40-Qualifying waren die jeweils zehn bestplatzierten Fahrzeuge aus den Zeittrainings der VLN-Langstreckenmeisterschaft-Nürburgring-Veranstaltungen im Vorfeld des 24-Stunden-Rennens und die 30 schnellsten Fahrzeuge der beiden Qualifyings. Die Fahrzeuge wurden an Start und Ziel aufgestellt, der Start der Fahrzeuge erfolgte im Abstand von zehn Sekunden. Nach einer Aufwärmrunde auf der Nordschleife starteten die Teilnehmer fliegend in zwei Qualifying-Runden.
Dominiert wurde das Top-40-Qualifying von den Fahrzeugen der Klasse SP 9, die die ersten 18 Plätze belegten. Die schnellsten zehn Fahrzeuge lagen innerhalb von nur 5 Sekunden. Von der Pole-Position startete mit einer Zeit von 8:17,212 Minuten der Audi R8 LMS ultra von Phoenix Racing mit der Startnummer 4. Es folgte mit 1,150 Sekunden Abstand der Werks-Aston Martin Vantage GT3 mit Startnummer 7 sowie ein Audi R8 LMS ultra des Team Mamerow mit Startnummer 2, dessen Rückstand 1,861 Sekunden betrug. Schnellstes Fahrzeug einer anderen Klasse war der Porsche 911 GT3 RSR von Manthey Racing mit der Startnummer 18, der in der Klasse SP 7 antrat und eine Rundenzeit von 8:23,990 Minuten erreichte.
Lediglich 39 der 40 qualifizierten Teams nahmen am abschließenden Entscheid für die Startaufstellung teil. Der Porsche 997 GT3 R von Timbuli Racing mit der Startnummer 35 konnte nach einem Unfall nicht teilnehmen. Dem Team gelang es ebenfalls nicht, das Fahrzeug für die Teilnahme am Rennen zu reparieren. Der McLaren MP4-12C mit der Startnummer 69 von Dörr Motorsport verlor in der Aufwärmrunde durch einen Felgendefekt ein Rad, sodass er keine gezeitete Runde fahren konnte und von Startplatz 39 ins Rennen gehen musste.

## Rennverlauf
Das Rennen wurde um 17:00 Uhr gestartet. Nachdem das Wetter am Sonntagvormittag noch sonnig gewesen war, fielen kurz vor dem Start erste Regentropfen, es blieb zunächst jedoch trocken.
Bereits in der Einführungsrunde erlitt der McLaren MP4-12C mit der Startnummer 69 einen Motorschaden und konnte nicht zum Rennen starten.
Beim Start ging der Audi R8 LMS ultra mit der Startnummer 4 in Führung, vor dem Aston Martin Vantage mit Startnummer 7 und dem Audi R8 LMS ultra mit Startnummer 1. Beim viertplatzierten Audi R8 LMS ultra mit Startnummer 2 brach am Ende der ersten Runde auf der Döttinger Höhe der Frontspoiler. Der Wagen musste zweimal zur Reparatur die Box ansteuern und konnte mit knapp zwei Runden Rückstand das Rennen fortsetzen.
Ebenfalls weit zurück fiel der Mercedes-Benz SLS AMG GT3 mit der Startnummer 10 vom Team Black Falcon, bei dem auf der Nordschleife nach einer Berührung durch einen anderen Teilnehmer die linke Hinterradaufhängung gebrochen und eine Rückkehr in die Box nur in langsamer Fahrt möglich war. Die anschließende Reparatur dauerte mehr als eine Stunde.
Auch in den Startgruppen zwei und drei gab es schon zu Beginn des Rennens mehrere Kontakte zwischen den Fahrzeugen, teilweise bereits auf der Grand-Prix-Strecke.
In Runde sechs gab es am Schwedenkreuz eine Code-60-Zone, die Fahrzeuge mussten an dieser Stelle auf 60 km/h abbremsen. Dies führte zu einem Rückstau, der genau hinter einer schwer einsehbaren Passage endete. Uwe Alzen fuhr im BMW Z4 GT3 mit der Startnummer 19 an das Stauende heran und sah das letzte Fahrzeug der Kette so spät, dass er eine Kollision nicht mehr vermeiden konnte. Hierbei handelte es sich um den BMW Z4 seiner Teamkollegen mit der Startnummer 20, der beim anschließenden Boxenstopp ungefähr eine Runde auf die Spitze verlor. Das Fahrzeug mit Startnummer 19 musste später zurückgezogen werden.
Nach der ersten Stunde führten zwei Audi R8 (Startnummern 4 und 1) das Feld an, auf Platz drei lag der Aston Martin mit Startnummer 7.
Nach drei Stunden führte der Aston Martin mit Startnummer 7, nachdem er in einem kilometerlangen Rad-an-Rad-Duell auf der Döttinger Höhe am Audi mit der Startnummer 4 vorbeigegangen war. Dahinter lag der Audi mit Startnummer 1, gefolgt vom BMW Z4 mit Startnummer 26, dem Manthey-Porsche mit Startnummer 50 und dem bestplatzierten Mercedes-Benz, dem Wagen mit Startnummer 22 von Rowe Racing.
Nach 3:50 Stunden Fahrzeit setzte der zuvor bereits erwartete Regen ein. Zu diesem Zeitpunkt lagen die beiden Audi R8 LMS ultra mit den Startnummern 1 und 4 in Führung, wobei der Spitzenreiter einen Boxenstopp weniger absolviert hatte. Es folgten die beiden Porsche des Manthey-Teams mit den Startnummern 18 und 50 und der Aston Martin mit Nummer 7. Der Mamerow-Audi mit Startnummer 2 war bis auf Platz 51, der Black-Falcon-Mercedes mit Startnummer 10 auf Platz 133 zurückgefallen. Kurz darauf fiel der zweite Porsche von Timbuli Racing (Startnummer 45) nach einem Unfall beim Überrunden eines langsameren Fahrzeugs aus.
Gegen 22:45 Uhr wurde das Rennen, nach einer absolvierten Rennzeit von 5:45 Stunden, wegen des anhaltenden Regens und auftretenden Nebels unterbrochen.
Zum Zeitpunkt des Abbruchs führte der BMW Z4 mit der Startnummer 26 des Marc VDS Racing Teams. Da beim Rennabbruch der Stand der vorherigen Runde gewertet wurde, rutschte das Team hinter den Aston Martin und den Manthey-Porsche mit Startnummer 18 auf Platz drei zurück. Es folgte der Audi R8 LMS ultra mit der Startnummer 1, der zweite BMW Z4 des Marc VDS Racing Teams (Startnummer 25) und der zweite Manthey-Porsche (Startnummer 50).
Der Restart wurde für 8:00 Uhr angesetzt, nach einer Einführungsrunde wurde das Rennen mit einem fliegenden Start gegen 8:20 Uhr wieder aufgenommen. Die Unterbrechung wurde als Safety-Car-Phase gerechnet, das heißt Zeitabstände wurden annulliert, Rundenabstände blieben bestehen.
Bei nassen Bedingungen konnten sich schnell die beiden BMW Z4 des Marc VDS Racing Teams gemeinsam mit dem Audi R8 LMS ultra des Phoenix-Teams (Startnummer 1) an die Spitze setzen. Als die Strecke abtrocknete, gingen drei Mercedes-Benz AMG SLS GT3 in Führung und konnten diese Positionen bis in die letzte Rennstunde hinein halten. Der BMW Z4 mit Startnummer 25 war inzwischen auf Platz vier zurückgefallen. Maxime Martin, der im BMW Z4 den letzten Stint fuhr, konnte den Rückstand auf die führenden Mercedes-Benz um 20 Sekunden pro Runde verkürzen und in den letzten Runden bis auf Platz zwei vorrücken. Martin hatte in der Schlussphase in 8:22,088 Minuten die schnellste Rennrunde aufgestellt, die weniger als fünf Sekunden über der Bestzeit im Top-40-Qualifying lag.
Das Rennen gewann die Startnummer 9, der Mercedes-Benz SLS AMG GT3 von Black Falcon mit Bernd Schneider, Jeroen Bleekemolen, Sean Edwards und Nicki Thiim. Für Schneider war es die erste Zielankunft bei diesem Rennen überhaupt. Bleekemolen war bereits am Montag Vormittag abgereist, da seine Frau Zwillinge erwartete. Sowohl für Mercedes-Benz, als auch für alle vier Fahrer und das Team Black Falcon war es der erste Sieg beim 24-Stunden-Rennen auf dem Nürburgring.
Platz zwei belegte der BMW Z4 des Marc VDS Racing Teams (Startnummer 25) mit Maxime Martin, Andrea Piccini, Yelmer Buurman und Richard Göransson. Das Podium komplettierte der Mercedes-Benz des Rowe-Racing-Teams (Startnummer 22) mit den Fahrern Klaus Graf, Thomas Jäger, Jan Seyffarth und Nico Bastian, die nur 0,158 Sekunden vor ihren Teamkollegen mit der Startnummer 23 die Ziellinie überquerten.
Von den 173 gestarteten Fahrzeugen wurden 136 Fahrzeuge in die Wertung aufgenommen, hatten also nach Ablauf der 24 Stunden die Ziellinie überquert und die erforderlichen 50 % der Anzahl der Runden des Siegers absolviert.

## Ergebnisse

### Schlussklassement
Klassensieger sind fett markiert.
| Pos. | Klasse | Nr. | Team                                     | Fahrer                                                              | Fahrzeug                     | Runden |
| ---- | ------ | --- | ---------------------------------------- | ------------------------------------------------------------------- | ---------------------------- | ------ |
| 1    | SP 9   | 9   | Black Falcon                             | Bernd Schneider Jeroen Bleekemolen Sean Edwards Nicki Thiim         | Mercedes-Benz SLS AMG GT3    | 88     |
| 2    | SP 9   | 25  | BMW Sports Trophy Team Marc VDS          | Maxime Martin Andrea Piccini Yelmer Buurman Richard Göransson       | BMW Z4 GT3                   | 88     |
| 3    | SP 9   | 22  | ROWE Racing                              | Klaus Graf Thomas Jäger Jan Seyffarth Nico Bastian                  | Mercedes-Benz SLS AMG GT3    | 87     |
| 4    | SP 9   | 23  | ROWE Racing                              | Lance David Arnold Alexander Roloff Jan Seyffarth Thomas Jäger      | Mercedes-Benz SLS AMG GT3    | 87     |
| 5    | SP 9   | 1   | G-Drive Racing by Phoenix                | Mike Rockenfeller Marcel Fässler Frank Stippler Markus Winkelhock   | Audi R8 LMS ultra            | 87     |
| 6    | SP 9   | 20  | BMW Team Schubert                        | Dirk Adorf Claudia Hürtgen Jens Klingmann Martin Tomczyk            | BMW Z4 GT3                   | 87     |
| 7    | SP 7   | 18  | Manthey Racing                           | Marc Lieb Romain Dumas Lucas Luhr Timo Bernhard                     | Porsche 911 GT3 RSR          | 87     |
| 8    | SP 9   | 4   | Phoenix Racing                           | Michael Ammermüller Frank Stippler Ferdinand Stuck Johannes Stuck   | Audi R8 LMS ultra            | 86     |
| 9    | SP 9   | 3   | G-Drive Racing by Phoenix                | Frank Biela Christer Jöns Luca Ludwig Roman Rusinov                 | Audi R8 LMS ultra            | 86     |
| 10   | SP 9   | 7   | Aston Martin Racing                      | Darren Turner Stefan Mücke Allan Simonsen Pedro Lamy                | Aston Martin V12 Vantage GT3 | 86     |
| 11   | SP 9   | 50  | Manthey Racing                           | Marco Holzer Nick Tandy Jörg Bergmeister Richard Lietz              | Porsche 911 GT3 R            | 85     |
| 12   | SP 9   | 8   | Haribo Racing Team                       | Richard Westbrook Emmanuel Collard Mike Stursberg Hans Guido Riegel | Porsche 911 GT3 R            | 85     |
| 13   | SP 7   | 12  | Wochenspiegel Team Manthey               | Georg Weiss Oliver Kainz Michael Jacobs Jochen Krumbach             | Porsche 911 GT3 RSR          | 84     |
| 14   | SP 7   | 77  | Raceunion Teichmann Racing               | Jos Menten Stefan Landmann Stef van Campenhout Rodney Forbes        | Porsche 911 GT3 Cup          | 84     |
| 15   | SP 7   | 55  | Black Falcon Team TMD Friction           | David Jahn Steve Jans Hannes Plesse Maik Rosenberg                  | Porsche 911 GT3 Cup          | 84     |
| 16   | SP 9   | 11  | Team Klaus Abbelen                       | Klaus Abbelen Sabine Schmitz Patrick Huisman Patrick Pilet          | Porsche 997 GT3 R            | 84     |
| 17   | SP 9   | 24  | Walkenhorst-Motorsport powered by Dunlop | Henry Walkenhorst Ralf Oeverhaus Max Partl Wolf Silvester           | BMW Z4 GT3                   | 83     |
| 18   | SP 9   | 15  | Audi race experience                     | Rahel Frey Dominique Bastien Marco Werner Alex Yoong                | Audi R8 LMS ultra            | 82     |
| 19   | SP 9   | 63  | Black Falcon                             | Vimal Mehta Khaled Al Qubaisi Daniel Keilwitz Christian Bracke      | Mercedes-Benz SLS AMG GT3    | 82     |
| 20   | SP 9   | 44  | Falken Motorsports                       | Wolf Henzler Peter Dumbreck Martin Ragginger Sebastian Asch         | Porsche 997 GT3 R            | 82     |
| 21   | SP 8   | 81  | Team Tobias Guttroff                     | Tobias Guttroff Joachim Kiesch Volker Strycek Arno Klasen           | Corvette C6                  | 81     |
| 22   | SP 7   | 47  | Team Peter Schmidt                       | Peter Schmidt Johannes Siegler Chris Zöchling Klaus Koch            | Porsche 911 GT3 Cup          | 81     |
| 23   | SP 4T  | 105 | Besaplast Racing Team 1                  | Franjo Kovac Martin Tschornia Fredrik Lestrup Kurt Thiim            | Audi TT RS                   | 81     |
| 24   | SP 7   | 39  | Team Willie Moore                        | Willie Moore Bill Cameron Peter Bonk                                | Porsche 997 GT3 Cup          | 81     |
| 25   | SP 3T  | 111 | Raeder Motorsport                        | Elmar Deegener Jürgen Wohlfahrt Christoph Breuer Dieter Schmidtmann | Audi TT RS 2.0               | 80     |